# Kenya aux Jeux olympiques d'été de 1968

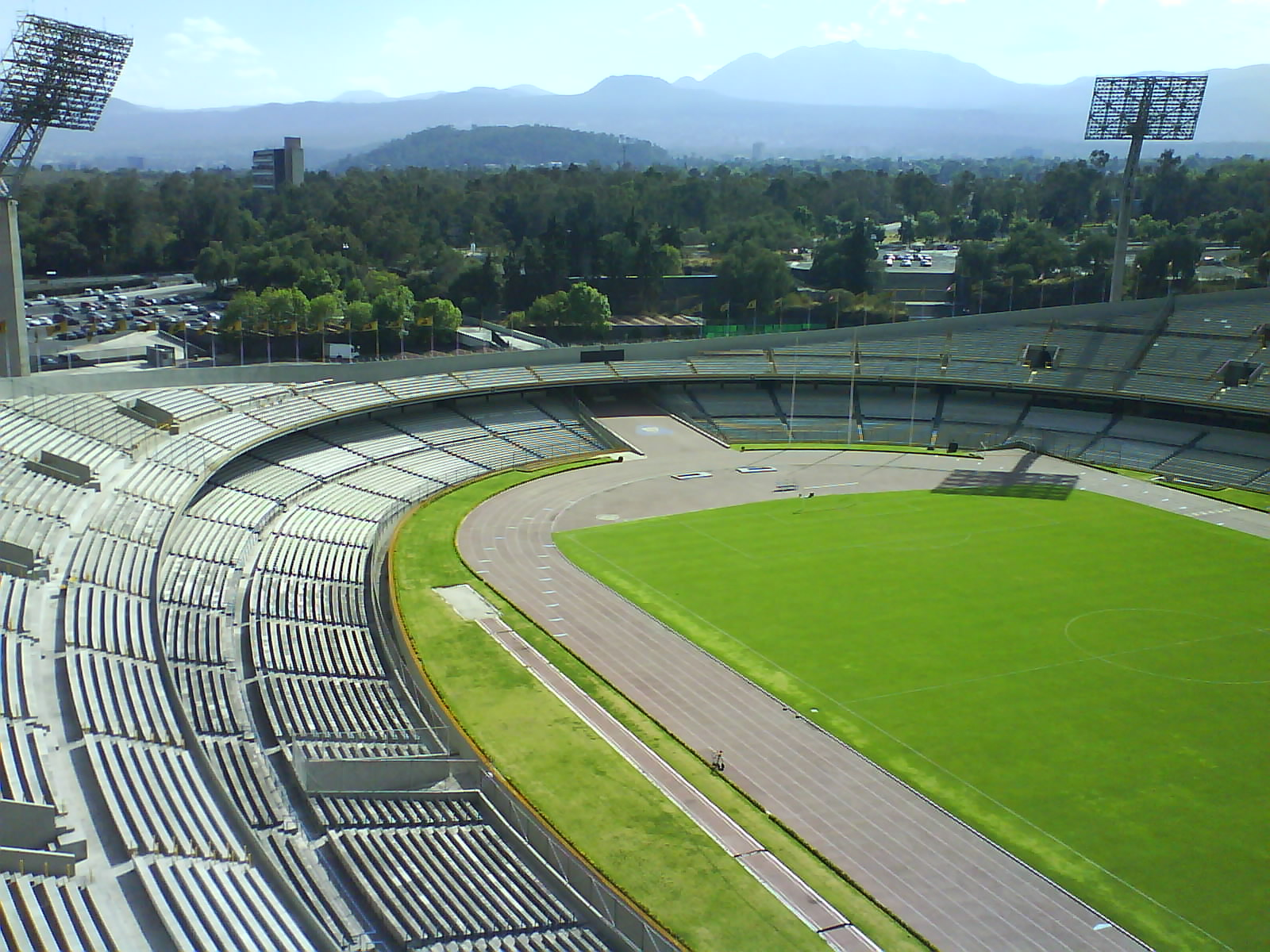
Le stade olympique de Mexico, situé à 2244 mètres d'altitude, dans un décor montagneux.

Le Kenya participe aux Jeux olympiques d'été de 1968 à Mexico, au Mexique, du 12 octobre au 27 octobre 1968. Il s'agit de sa quatrième participation à des Jeux olympiques d'été.
La délégation kenyane est composée de trente-neuf athlètes, dont trois femmes, concourant dans quatre sports. Elle termine quatorzième au classement des nations avec trois médailles d'or, quatre médailles d'argent et deux médailles de bronze, soit un total de neuf médailles.
Les Kenyans se distinguent surtout en athlétisme où ils remportent huit de leurs neuf médailles, dont leurs trois médailles d'or. Leur neuvième médaille de ces Jeux est en boxe avec une médaille de bronze pour Philip Waruinge en poids plumes. Ils n'obtiennent pas de résultat notable en tir et terminent 8e en hockey.
Les plus médaillés sont Kipchoge Keino et Naftali Temu, avec chacun deux médailles en athlétisme : une médaille d'or au 1 500 mètres et une d'argent au 5 000 mètres pour Keino ; une d'or au 10 000 mètres et une de bronze au 5 000 mètres pour Temu.
Les Kenyans réussissent le doublé au 3 000 mètres steeple masculin avec la médaille d'or pour Amos Biwott et la médaille d'argent pour Benjamin Kogo.
Ces Jeux voient la forte émergence des coureurs kenyans. Le Kenya remporte en effet notamment trois médailles d'or et quatre médailles d'argent en athlétisme pour un total de neuf médailles, alors qu'au cours de leurs trois précédentes participations aux Jeux de 1956 à 1964 ils n'avaient eu qu'une médaille de bronze.
Les Jeux de Mexico sont marqués par la haute altitude : le stade olympique de Mexico est à 2 244 mètres d'altitude, alors que tous les Jeux olympiques d'été antérieurs s'étaient produits à une altitude maximale de 200 m. Cette altitude favorise certaines performances mais en affecte d'autres, notamment les courses de fond. Cela permet en revanche aux coureurs ayant grandi et passé leur enfance en altitude de tirer leur épingle du jeu, notamment les coureurs africains comme le kenyan Naftali Temu, vainqueur du 10 000 mètres.

## Médaillés kenyans

### Médaillés d'or
Ont reçu la médaille d'or pour le Kenya :

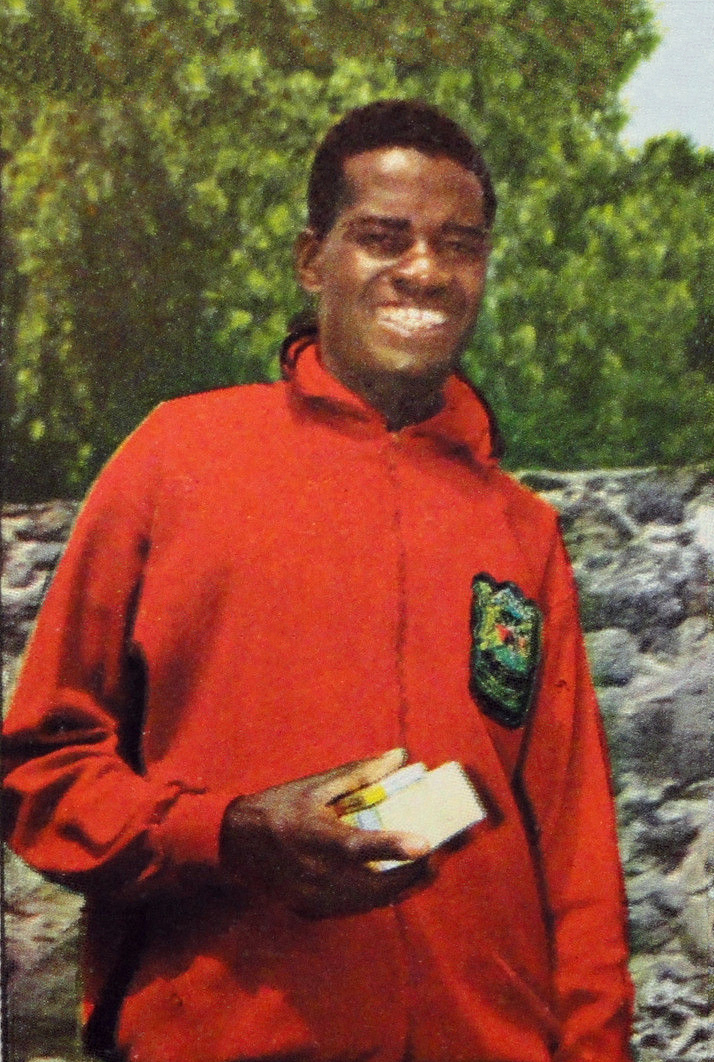
Naftali Temu en 1968. Habitué à l'altitude, il remporte la médaille d'or au 10 000 mètres et le bronze au 5 000 mètres.

- Kipchoge Keino — athlétisme, 1 500 mètres, hommes
- Naftali Temu — athlétisme, 10 000 mètres, hommes
- Amos Biwott — athlétisme, 3 000 mètres steeple, hommes

### Médaillés d'argent
Ont reçu la médaille d'argent pour le Kenya :
- Wilson Kiprugut — athlétisme, 800 mètres, hommes
- Kipchoge Keino — athlétisme, 5 000 mètres, hommes
- Benjamin Kogo — athlétisme, 3 000 mètres steeple, hommes
- Daniel Rudisha, Charles Asati, Naftali Bon et Munyoro Nyamau — athlétisme, relais 4 × 400 mètres, hommes

### Médaillés de bronze
Ont reçu la médaille de bronze pour le Kenya :
- Naftali Temu — athlétisme, 5 000 mètres, hommes
- Philip Waruinge — boxe, poids plumes

## Résultats détaillés

### Athlétisme
100 mètres, femmes
- Lydia Stephens
  1. Qualifications — ne termine pas (→ non classée)

400 mètres, femmes
- Tekla Chemabwai
  1. Qualifications — 54.0  (→ non qualifiée)

800 mètres, femmes
- Elizabeth Chesire
  1. Qualifications — 2:10.9  (→ non qualifiée)

400 mètres, hommes
- Daniel Rudisha
  1. Qualifications — 46.96
  2. Quart de finale — 47.68  (→ non qualifié)

- Munyoro Nyamau
  1. Qualifications — 45.91
  2. Quart de finale — 46.12
  3. Demi-finale — 46.37  (→ non qualifié)

- Naftali Bon
  1. Qualifications — 46.21
  2. Quart de finale — 46.39 (→ non qualifié)

800 mètres, hommes
- Wilson Kiprugut
  1. Qualifications — 1:46.1
  2. Demi-finale — 1:45.8
  3. Finale — 1:44.5  →  médaille d'argent

- Thomas Saisi
  1. Qualifications — 1:47.0
  2. Demi-finale — 1:46.6
  3. Finale — 1:47.5 (→ 7e place)

- Robert Ouko
  1. Qualifications — 1:47.6
  2. Demi-finale — 1:47.1 (→ non qualifié)

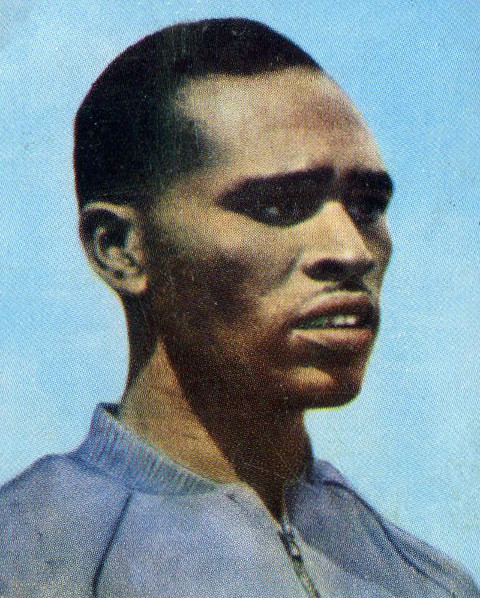
Kipchoge Keino remporte la médaille d'or avec le record olympique au 1500 m et l'argent au 5000 m.

1 500 mètres, hommes
- Kipchoge Keino
  1. Premier tour — 3:46.96
  2. Demi-finale — 3:51.50
  3. Finale — 3:34.91 →  médaille d'or avec le nouveau record olympique

- Ben Jipcho
  1. Premier tour — 3:46.51
  2. Demi-finale — 3:54.69
  3. Finale — 3:51.22  (→ 10e place)

5 000 mètres, hommes
- Kipchoge Keino
  1. Premier tour — 14:28.4
  2. Finale — 14:05.2  →  médaille d'argent

- Naftali Temu
  1. Premier tour — 14:20.4
  2. Finale — 14:06.4 →  médaille de bronze

10 000 mètres, hommes
- Naftali Temu
  1. Finale — 29:27.40  →  médaille d'or

110 mètres haies, hommes
- Kimaru Songok
  1. Premier tour — 14.7 (→ non qualifié)

400 mètres haies, hommes
- Kimaru Songok
  1. Premier tour — 50.6 (→ non qualifié)

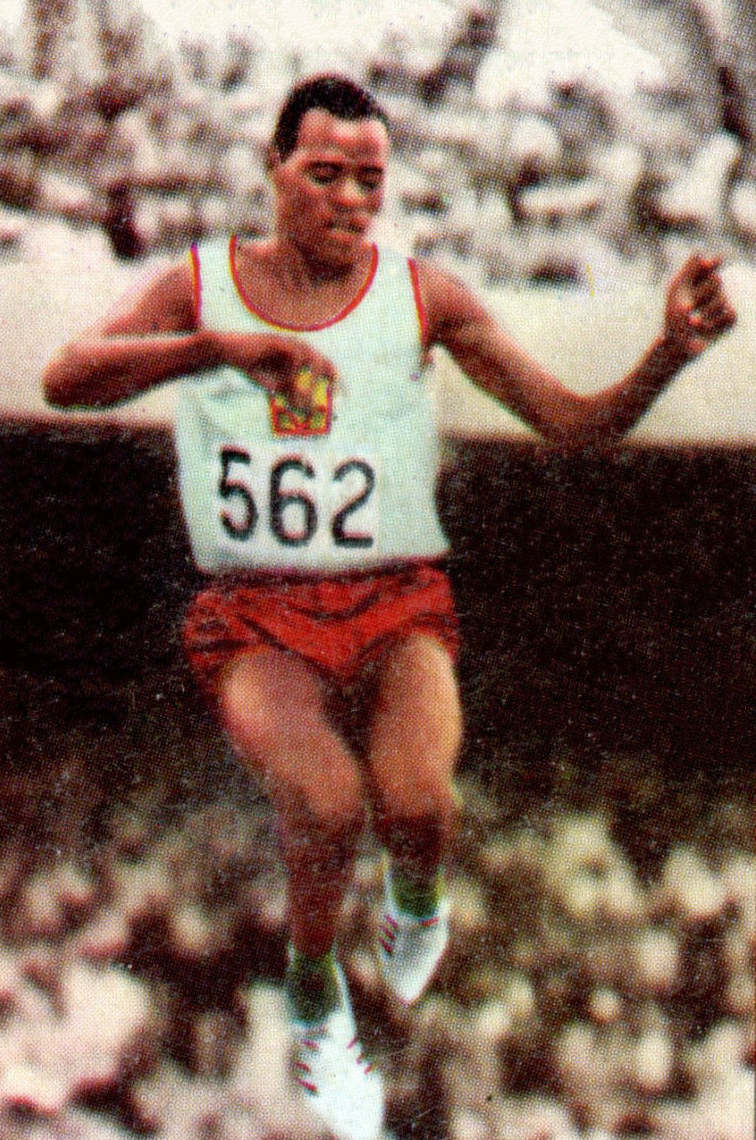
Amos Biwott s'impose en 3 000 m steeple devant son compatriote Benjamin Kogo.

3 000 mètres steeple, hommes
- Amos Biwott
  1. Premier tour — 8:49.39
  2. Finale — 8:51.02  →  médaille d'or

- Benjamin Kogo
  1. Premier tour — 8:57.80
  2. Finale — 8:51.56  →  médaille d'argent

Relais 4 x 400 mètres, hommes
- Charles Asati
- Munyoro Nyamau
- Naftali Bon
- Daniel Rudisha
  1. Qualifications — 3:00.84
  2. Finale — 2:59,6  →  médaille d'argent

Marathon, hommes
- Naftali Temu
  1. Finale — 2:32:36  (→ 19e place)

- Paul Mose
  1. Finale — 2:55:17 (→ 48e place)

### Boxe
Poids coqs, hommes
- Samuel Mbugua
  1. Premier tour — Bye
  2. Deuxième tour — Bat Dhanraj Singh (GUY), 5-0
  3. Troisième tour — Bat Giuseppe Mura (ITA), 3-2
  4. Quart de finale — Battu par Valerian Sokolov (URS), 0-5 (→ non qualifié)

Poids plumes, hommes
- Philip Waruinge
  1. Premier tour — Bat Jean-Paul Anton (FRA), 5-0
  2. Deuxième tour — Bat Mohamed Sourour (MAR), 5-0
  3. Quart de finale — Bat Miguel García (ARG), 4-1
  4. Demi-finale — Battu par Antonio Roldán (MEX), 2-3 →  médaille de bronze

Poids super-légers
- John Olulu
  1. Premier tour — Bye
  2. Deuxième tour — Battu par Arto Nilsson (FIN), 0-5  (→ non qualifié)

Poids super-welters
- Stephen Thega

- 1. Premier tour — Bat Honorio Bórquez (CHI), 5-0
  2. Deuxième tour — Battu par Günther Meier (FRG), 0-5  (→ non qualifié)

### Tir
Trois Kenyans sont inscrits aux épreuves de tir, mais ne remportent pas de résultat notable :
- Leonard Bull, 25e au tir au pistolet, 25 mètres ;
- John Harun, 76e à la carabine, tir couché, 50 mètres ;
- Dismus Onyiego, 68e à la carabine, tir couché, 50 mètres.

### Hockey
Équipe masculine
- Qualifications (groupe B)

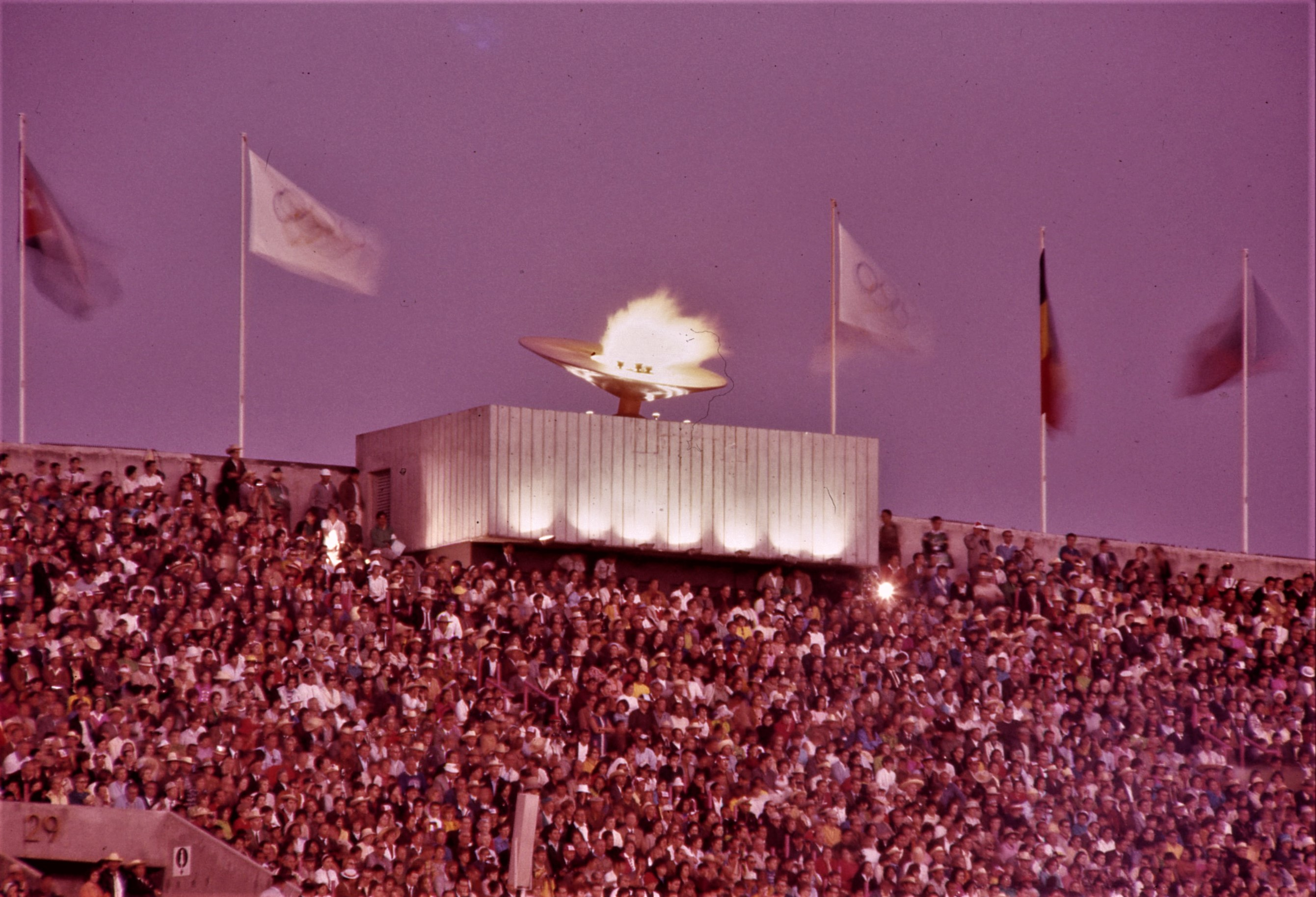
La flamme olympique aux Jeux olympiques de 1968 à Mexico.

  1. Match nul contre la Malaisie, 1-1
  2. Bat la France, 2-0
  3. Bat les Pays-Bas, 2-0
  4. Bat l'Argentine, 2-1
  5. Bat la Grande-Bretagne, 3-0
  6. Battue par le Pakistan, 1-2
  7. Battue par l'Australie, 2-3

- Matchs de classement
  1. Battue par l'Espagne, 1-2
  2. Battue par la Nouvelle-Zélande (→ 8e place)

- Composition de l'équipe[3]
  - John Simonian
  - Kirpal Singh Bhardwaj
  - Avtar Singh Sohal
  - Mohamed Ajmal Malik
  - Surjeet Singh Panesar
  - Silvester Fernandes
  - Leo Fernandes
  - Hilary Fernandes
  - Davinder Singh Deegan
  - Santokh Singh Matharu
  - Alu Mendonca
  - Harvinder Singh Marwa
  - Egbert Fernandes
  - Renny Pereira